# Ribeiro Gonçalves
Ribeiro Gonçalves é um município brasileiro do estado do Piauí. Com altitude de 210 metros, localiza-se à latitude 07°33'30" sul e à longitude 45°14'32" oeste. Sua população estimada em 2004 era de 5 711 habitantes, distribuídos em 3 934,7 km² de área.